# Hjørring Kommune (1970-2006)
Hjørring Kommune i Nordjyllands Amt blev dannet ved kommunalreformen i 1970. Ved strukturreformen i 2007 blev den nuværende Hjørring Kommune dannet ved at Hirtshals Kommune, Løkken-Vrå Kommune og Sindal Kommune blev indlemmet i den.

## Tidligere kommuner
Hjørring havde været købstad, men det begreb mistede sin betydning ved kommunalreformen. 5 sognekommuner blev lagt sammen med Hjørring købstad til Hjørring Kommune.
| Kommune               | Folketal 1. januar 1970 | Byer                                                   |
| --------------------- | ----------------------- | ------------------------------------------------------ |
| Hjørring              | 15.656                  | Hjørring                                               |
| Bjergby-Mygdal        | 1.800                   | Bjergby og Mygdal                                      |
| Sankt Hans-Sankt Olai | 5.537                   | Hjørring, Skibsby og Ilbro                             |
| Skallerup-Vennebjerg  | 1.147                   | Sønderlev og Vennebjerg                                |
| Tårs                  | 3.530                   | Tårs, Sæsing og Morild                                 |
| Vrejlev-Hæstrup       | 2.570                   | Harken, Poulstrup, Hæstrup Mølleby og Hæstrup Mejeriby |
| I alt                 | 30.240                  |                                                        |

Hertil kom at Rubjerg-Mårup sognekommune med 876 indbyggere blev delt, så Mårup Sogn med byen Lønstrup kom til Hjørring Kommune, mens Rubjerg Sogn med byen Sønder Rubjerg kom til Løkken-Vrå Kommune.

## Sogne
Hjørring Kommune (1970-2006) bestod af følgende sogne:
- Bjergby Sogn (Vennebjerg Herred)
- Hæstrup Sogn (Børglum Herred)
- Mygdal Sogn (Vennebjerg Herred)
- Mårup Sogn (Vennebjerg Herred)
- Sankt Catharinæ Sogn, Hjørring (Vennebjerg Herred)
- Sankt Hans Sogn (Vennebjerg Herred)
- Sankt Olai Sogn (Vennebjerg Herred)
- Skallerup Sogn (Vennebjerg Herred)
- Tårs Sogn (Børglum Herred)
- Vennebjerg Sogn (Vennebjerg Herred)
- Vrejlev Sogn (Børglum Herred)

## Borgmestre[2]
| Navn                   | Parti                       | Periode   |
| ---------------------- | --------------------------- | --------- |
| H. Troensegaard-Jensen | Det Konservative Folkeparti | 1970-1974 |
| Poul S. Poulsen        | Venstre                     | 1974-1984 |
| Else Købstrup          | Venstre                     | 1984-1990 |
| Poul Dalsager          | Socialdemokratiet           | 1990-1995 |
| Bent Brown             | Socialdemokratiet           | 1995-2007 |